# 林金桐
林金桐（1946年1月-），北京邮电大学前任校长。

## 生平
林金桐是江苏丹阳人，1969年8月毕业于北京大学物理系，1981年10月在北京邮电大学获得光通信硕士学位，1990年5月在英国南安普敦大学获得光电子学博士学位。1990年任伦敦大学英皇学院研究员，1993年回国任教，先后担任北京邮电大学无线电工程系主任、电信工程学院院长、副校长，1998年3月至2007年11月任北京邮电大学第六任校长。
林金桐长期从事光通信工程：高速光通信系统、宽带光纤接入网等方向的研究和教学工作。1995年起享受政府特殊津贴，1997年被评为全国优秀留学回国人员。曾多次荣获科技部、信息产业部、北京市科技进步奖和英国电气工程师协会（IEE）优秀论文奖。近年来，在美国、韩国、中国、挪威、日本、英国召开的国际会议上，先后十余次作大会特邀报告，并多次担任国际学术会议主席。目前在任的其他职务有：北京市政协委员、信息产业部科技委员、中国通信学会常务理事、北京通信信息协会理事长、中英论坛中方核心组成员、伦敦大学和新加坡南洋理工大学客座教授、伦敦玛丽王后大学名誉院士、IEEE通信杂志编委。
其演讲深受广大学生喜爱，《向往成功—林金桐校长演讲集》已由四川教育出版社出版。